# Palais Skanderbeg

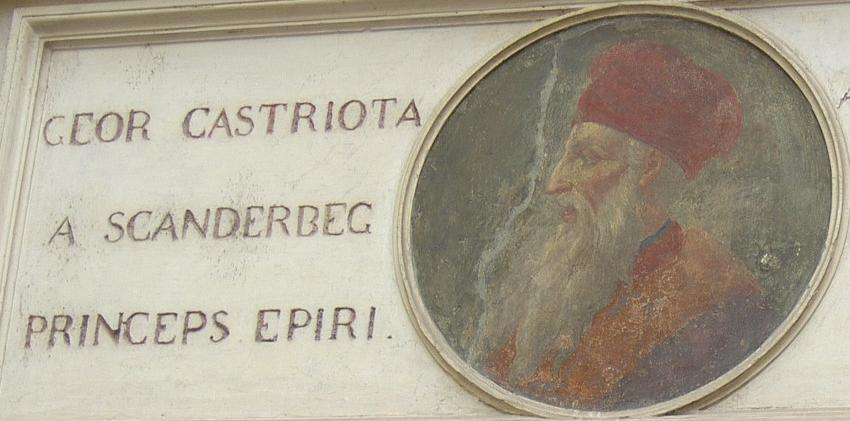
Plaque murale de Skanderbeg sur la Piazza Skanderbeg à Rome, Italie.

Le Palazzo Skanderbeg ou Palazzetto Skanderbeg, est un palais romain, situé sur la Piazza Skanderbeg (n° 117) près de la fontaine de Trevi. Il tire son nom de son hôte du XVe siècle, le héros national albanais Skanderbeg.
Le palais abritait le Musée national des pâtes alimentaires (Museo Nazionale delle Paste Alimentari). Récemment rouvert, il abrite une résidence, le Palazzo Skanderbeg Townhouse et le Palazzo Skanderbeg Suites.